# Miami Tower
Il  Miami Tower è un grattacielo di 47 piani situato a Miami, in Florida, Stati Uniti.
Utilizzato per ospitare uffici, si trova nel centro del quartiere Downtown. Costruito tra il 1980 e il 1986 e alto 190,5 m, è l'ottavo edificio più alto di Miami. L'edificio è stato progettato da I. M. Pei.